# Норт Омак (Вашингтон)
Норт Омак (енгл. North Omak) насељено је место без административног статуса у америчкој савезној држави Вашингтон.

## Демографија
По попису из 2010. године број становника је 688, што је 0 (0,0%) становника више него 2000. године.
| Група             | 2000.       | 2010.       |
| Белци             | 88 (12,8%)  | 70 (10,2%)  |
| Афроамериканци    | 0 (0,0%)    | 4 (0,6%)    |
| Азијати           | 0 (0,0%)    | 2 (0,3%)    |
| Хиспаноамериканци | 101 (14,7%) | 130 (18,9%) |
| Укупно            | 688         | 688         |